# 中村哲人
中村 哲人（なかむら てつと、1980年7月11日 - ）は、日本の俳優。
埼玉県出身。スペースノイドカンパニー 所属。
埼玉県立春日部高校卒業、早稲田大学中退。1999年より舞台で俳優活動を開始。

## 人物
身長168.5cm、体重65kg、頭のサイズ 61.5cm、靴のサイズ 28cm。AB型。
趣味 読書、ラジオ、サウナ。特技 早起き。
所有資格は普通自動車免許（AT限定）、大型自動二輪車免許、サウナ・スパ健康アドバイザー。2013年頃哲人名義で活動していた。

## 出演

### 舞台
- 2010年　-柳家喬太郎と松村武がお贈りする落語と演劇のコラボレーション-「ラクエン！」
- 2011年　東京ハートブレイカーズ「フィッシュストーリー」
- 2011年　ARMs 「不思議な少年」
- 2011年　舞台「銀河英雄伝説外伝 オーベルシュタイン篇[2]」
- 2011年　日本の問題 (JACROW)
- 2012年　シアターまあ 「何かの美味しいキッサ店」
- 2012年　東京ハートブレイカーズ「コルトガバメンツ[3]」
- 2012年　カムカムミニキーナ「えびすしげなり」
- 2012年　東京ハートブレイカーズ「フィッシュストーリー」
- 2012年　ルドビコ 「Little Alice」
- 2012年　覇天荒vol.2 「登校日へ行こう」
- 2012年　シアターまあ 「肩たたき券はドコに消えた」
- 2012年　ブラジル 「行方不明」
- 2012年　覇天荒vol.3 「SHIT AND LOBSTER」
- 2013年　ルドビコ「さよならジョバンニ」
- 2013年　崖っぷちウォリアーズ「ラフオアダイ」
- 2013年　トーキョーハイライト 「クライマックス」
- 2013年　テトラクロマット 「銀河廃線」
- 2013年　トーキョーハイライト 「なりたかったおとこ」
- 2013年　短い演劇推進委員会 「ハックルベリーにさよならを」
- 2019年　舞台「銀河英雄伝説 Die Neue These ～第二章 それぞれの星～」
- 2019年　舞台「銀河英雄伝説 Die Neue These ～第三章 嵐の前～」
- 2020年　舞台「幽☆遊☆白書」其の弐[4]
- 2021年　「終末のワルキューレ」The STAGE of Ragnarok[5]
- 2022年　舞台「ヴァニタスの手記」[6]
- 2022年　『女の友情と筋肉 THE MUSICAL』[7]
- 2023年　舞台「モノノ怪〜化猫〜」[8]
- 2023年　舞台 「ヴァニタスの手記」-Encore-[6]。
- 2023年　演劇集団Z-Lion第13回公演『笑ってもいい家[9]』
- 2024年　舞台『モノノ怪～座敷童子～』
- 2024年　Stage Reading「A Bright New Boise」（映像出演）
- 2024年　「女の友情と筋肉 THE MUSICAL -幸せの上腕二頭筋-[10]」
- 2024年　演劇集団Z-Lion「a Novel 文書く show[11]」
- 2024年　舞台「ブラックジャックによろしく」
- 2024年　超ハジケステージ☆ボボボーボ・ボーボボ
- 2025年　池袋サンシャイン座長フェスティバル 〜「堂々めぐりの人斬り狼」&「西部のハリーはあばれ馬」〜[12]
- 2025年　舞台「いつかアイツに会いに行く」[13]

### テレビドラマ
- 2008年　テレビ東京 「はっけん たいけん だいすき！しまじろう」 マナーぎょうぎえもん役
- 2009年　NHK ドラマ8 「ふたつのスピカ」
- 2010年　NHK 朝の連続テレビ小説「ゲゲゲの女房」横山信夫役

### 映画
- 2007年　「パッチギ! LOVE&PEACE」 井筒和幸監督
- 2012年　「いま、殺りにゆきます」千葉誠治監督